# Parents combinés
La figure des parents combinés (ou unifiés) est un concept théorisé en 1928 par Melanie Klein qui correspond à une version initiale de la scène primitive.

## Fantasme
Cette scène est rattachée au complexe d'Œdipe dans ses prémisses qui se situent pour elle très tôt alors que Freud pensait que ce complexe se développait plus tardivement.
Cet objet interne des  "parents combinés" se rattache à une dynamique pulsionnelle - orale-prégénitale - dualiste de vie et de mort. Il s'agit d'une scène où le coït des parents est vécu comme extrêmement violent et d'où la destructivité est omniprésente.
L'enfant s'en sent exclu sur un mode d'annihilation. Ce fantasme (ou "phantasme" dans la définition de Susan Isaacs[réf. souhaitée]) donne lieu à des paniques nocturnes enfantines.

## Mélanie Klein

### Définitions
Mélanie Klein: la définit comme (...) la situation anxiogène la plus précoce de toutes. Comme je l'ai signalé, l'attaque contre le corps de la mère qui se situe dans le développement psychologique, à l'apogée de la phase sadique, implique aussi la lutte contre le pénis paternel contenu dans le corps de la mère. Le fait que les parents se trouvent unis donne à cette situation de danger une intensité toute particulière. Pour le surmoi sadique primitif, déjà constitué, ces parents combinés sont des ennemis extrêmement cruels et redoutés. . Toujours de Melanie Klein : Nous avons déjà relié au fantasme qui représente les parents unis dans un coït ininterrompu l'une des plus intenses situations anxiogènes chez l'enfant. Le corps de la mère prend ainsi l'aspect d'une alliance redoutable de ses parents contre lui, la normalisation de ses relations objectales et de sa vie sexuelle exige que cette imago des parents combinés se scinde au cours de son développement .

## Hanna Segal

### Définition
Hanna Segal décrit ainsi ce fantasme : Dans le complexe d'œdipe initial, le fantasme des parents unifiés joue un rôle important. (...) le père ne s'y distingue pas complètement de la mère. (...) C'est cette image terrifiante qui forme souvent le noyau des cauchemars et des délires de persécutions